# Maoutia australis
Maoutia australis är en nässelväxtart som beskrevs av Hugh Algernon Weddell. Maoutia australis ingår i släktet Maoutia och familjen nässelväxter. Inga underarter finns listade i Catalogue of Life.